# Polihon
Polihon (ukrainisch Полігон; russisch Полигон Poligon) ist eine Ansiedlung im Süden der ukrainischen Oblast Mykolajiw mit etwa 2200 Einwohnern (2001).

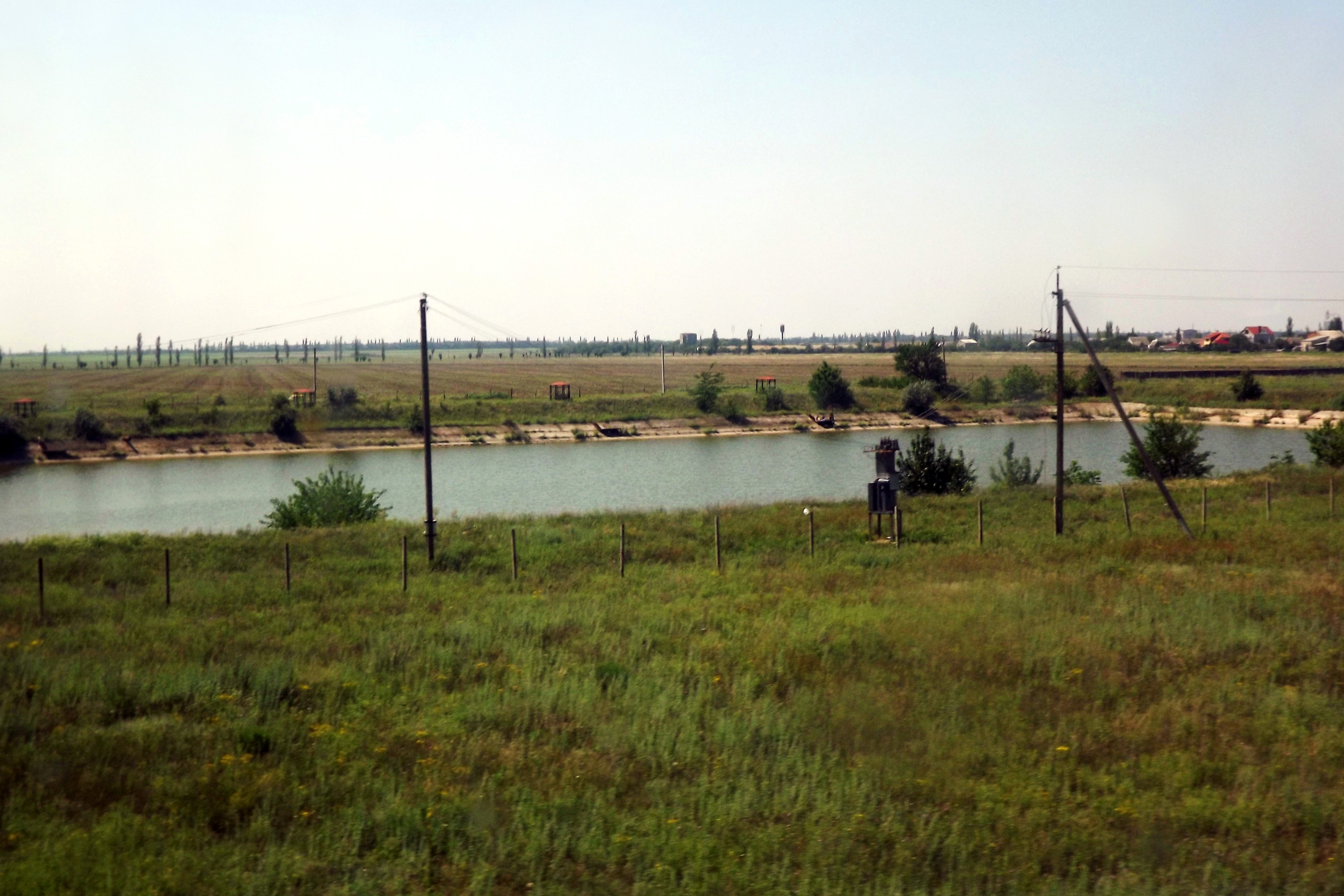
Blick auf den Ort

Die 1921 gegründete Siedlung war bis 2016 das administrative Zentrum der gleichnamigen Landratsgemeinde im Zentrum des Rajon Witowka, zu der noch die Siedlung Wodnyk (Водник, ⊙) mit etwa 160 Einwohnern gehörte. Am 2. September 2016 wurde die Ortschaft Teil der 296,81 km² großen Landgemeinde Schewtschenkowe.
Seit dem 17. Juli 2020 ist es ein Teil des Rajons Mykolajiw.
Die Ortschaft liegt etwa 10 km östlich vom Zentrum der Oblasthauptstadt Mykolajiw. Nördlich von Polihon verläuft die nationale Fernstraße N 11 und östlich die internationale Fernstraße M 14 / E 58. Das Dorf besitzt Bahnstationen an den Bahnstrecken Mykolajiw–Dolynska und Mykolayiv–Tymkowe (Тимкове).